# Skate Canada International de 2009
O Skate Canada International de 2009 foi a trigésima sexta edição do Skate Canada International, um evento anual de patinação artística no gelo organizado pelo Skate Canada, e que fez parte do Grand Prix de 2009–10. A competição foi disputada entre os dias 19 de novembro e 22 de novembro, na cidade de Kitchener, Ontário, Canadá.

## Eventos
- Individual masculino
- Individual feminino
- Duplas
- Dança no gelo

## Medalhistas
| Evento                        | Ouro                                         | Prata                                       | Bronze                                |
| Individual masculino detalhes | Jeremy Abbott · Estados Unidos               | Daisuke Takahashi · Japão                   | Alban Préaubert · França              |
| Individual feminino detalhes  | Joannie Rochette · Canadá                    | Alissa Czisny · Estados Unidos              | Laura Lepistö · Finlândia             |
| Duplas detalhes               | Aliona Savchenko · Robin Szolkowy · Alemanha | Maria Mukhortova · Maxim Trankov · Rússia   | Jessica Dubé · Bryce Davison · Canadá |
| Dança no gelo detalhes        | Tessa Virtue · Scott Moir · Canadá           | Nathalie Péchalat · Fabian Bourzat · França | Kaitlyn Weaver · Andrew Poje · Canadá |

## Resultados

### Individual masculino
| Pos.              | Nome                 | Nacionalidade    | Pontos | PC         | PL          |
| ----------------- | -------------------- | ---------------- | ------ | ---------- | ----------- |
| Medalha de ouro   | Jeremy Abbott        | Estados Unidos   | 232.99 | 79.00 (1)  | 153.99 (2)  |
| Medalha de prata  | Daisuke Takahashi    | Japão            | 231.31 | 76.30 (2)  | 155.01 (1)  |
| Medalha de bronze | Alban Préaubert      | França           | 212.28 | 72.30 (4)  | 139.98 (3)  |
| 4                 | Michal Březina       | República Tcheca | 202.32 | 71.92 (5)  | 130.40 (5)  |
| 5                 | Samuel Contesti      | Itália           | 202.25 | 67.30 (7)  | 134.95 (4)  |
| 6                 | Patrick Chan         | Canadá           | 198.77 | 68.64 (6)  | 130.13 (6)  |
| 7                 | Denis Ten            | Cazaquistão      | 193.33 | 75.45 (3)  | 117.88 (9)  |
| 8                 | Stephen Carriere     | Estados Unidos   | 188.31 | 59.40 (10) | 128.91 (7)  |
| 9                 | Armin Mahbanoozadeh  | Estados Unidos   | 186.48 | 65.30 (8)  | 121.18 (8)  |
| 10                | Joey Russell         | Canadá           | 168.71 | 61.82 (9)  | 106.89 (11) |
| 11                | Kevin van der Perren | Bélgica          | 168.54 | 58.86 (11) | 109.68 (10) |
| 12                | Jeremy Ten           | Canadá           | 148.96 | 45.14 (12) | 103.82 (12) |

### Individual feminino
| Pos.              | Nome             | Nacionalidade  | Pontos | PC         | PL         |
| ----------------- | ---------------- | -------------- | ------ | ---------- | ---------- |
| Medalha de ouro   | Joannie Rochette | Canadá         | 182.90 | 70.00 (1)  | 112.90 (1) |
| Medalha de prata  | Alissa Czisny    | Estados Unidos | 163.53 | 63.52 (2)  | 100.01 (4) |
| Medalha de bronze | Laura Lepistö    | Finlândia      | 158.52 | 55.74 (4)  | 102.78 (2) |
| 4                 | Mirai Nagasu     | Estados Unidos | 156.83 | 56.34 (3)  | 100.49 (3) |
| 5                 | Akiko Suzuki     | Japão          | 147.72 | 53.10 (8)  | 94.62 (5)  |
| 6                 | Amélie Lacoste   | Canadá         | 141.13 | 55.10 (6)  | 86.03 (6)  |
| 7                 | Cynthia Phaneuf  | Canadá         | 132.48 | 55.58 (5)  | 76.90 (9)  |
| 8                 | Caroline Zhang   | Estados Unidos | 132.46 | 54.58 (7)  | 77.88 (8)  |
| 9                 | Sarah Hecken     | Alemanha       | 124.40 | 45.50 (10) | 78.90 (7)  |
| 10                | Jenna McCorkell  | Reino Unido    | 123.50 | 47.48 (9)  | 76.02 (10) |
| 11                | Joshi Helgesson  | Suécia         | 108.41 | 40.48 (11) | 67.93 (11) |

### Duplas
| Pos.              | Nome                                    | Nacionalidade  | Pontos | PC        | PL         |
| ----------------- | --------------------------------------- | -------------- | ------ | --------- | ---------- |
| Medalha de ouro   | Aliona Savchenko / Robin Szolkowy       | Alemanha       | 206.71 | 74.16 (1) | 132.55 (1) |
| Medalha de prata  | Maria Mukhortova / Maxim Trankov        | Rússia         | 185.71 | 65.80 (2) | 119.91 (2) |
| Medalha de bronze | Jessica Dubé / Bryce Davison            | Canadá         | 166.93 | 57.90 (3) | 109.03 (3) |
| 4                 | Anabelle Langlois / Cody Hay            | Canadá         | 159.95 | 55.52 (4) | 104.43 (4) |
| 5                 | Caydee Denney / Jeremy Barrett          | Estados Unidos | 157.09 | 55.46 (5) | 101.63 (5) |
| 6                 | Kirsten Moore-Towers / Dylan Moscovitch | Canadá         | 146.91 | 51.14 (7) | 95.77 (6)  |
| 7                 | Caitlin Yankowskas / John Coughlin      | Estados Unidos | 143.61 | 52.42 (6) | 91.19 (7)  |
| 8                 | Ksenia Ozerova / Alexander Enbert       | Rússia         | 113.36 | 40.28 (8) | 73.08 (8)  |

### Dança no gelo
| Pos.              | Nome                                | Nacionalidade  | Pontos | DC        | DO        | DL         |
| ----------------- | ----------------------------------- | -------------- | ------ | --------- | --------- | ---------- |
| Medalha de ouro   | Tessa Virtue / Scott Moir           | Canadá         | 204.38 | 40.69 (1) | 60.57 (1) | 103.12 (1) |
| Medalha de prata  | Nathalie Péchalat / Fabian Bourzat  | França         | 185.07 | 35.55 (2) | 56.05 (2) | 93.47 (2)  |
| Medalha de bronze | Kaitlyn Weaver / Andrew Poje        | Canadá         | 165.64 | 32.18 (3) | 51.18 (4) | 82.28 (4)  |
| 4                 | Ekaterina Bobrova / Dmitri Soloviev | Rússia         | 161.68 | 30.09 (5) | 45.92 (5) | 85.67 (3)  |
| 5                 | Emily Samuelson / Evan Bates        | Estados Unidos | 160.76 | 31.47 (4) | 51.49 (3) | 77.80 (5)  |
| 7                 | Carolina Hermann / Daniel Hermann   | Alemanha       | 141.61 | 25.29 (7) | 42.78 (7) | 73.54 (6)  |
| 6                 | Madison Hubbell / Keiffer Hubbell   | Estados Unidos | 141.63 | 27.14 (6) | 44.49 (6) | 70.00 (7)  |
| 8                 | Andrea Chong / Guillaume Gfeller    | Canadá         | 128.70 | 24.27 (8) | 40.39 (8) | 64.04 (8)  |

## Quadro de medalhas
| Ordem | País           | Medalha de ouro | Medalha de prata | Medalha de bronze |    | Ordem por total |
| ----- | -------------- | --------------- | ---------------- | ----------------- | -- | --------------- |
| 1     | Canadá         | 2               |                  | 2                 | 4  | 1               |
| 2     | Estados Unidos | 1               | 1                |                   | 2  | 2               |
| 3     | Alemanha       | 1               |                  |                   | 1  | 4               |
| 4     | França         |                 | 1                | 1                 | 2  | 2               |
| 5     | Japão          |                 | 1                |                   | 1  | 4               |
| 5     | Rússia         |                 | 1                |                   | 1  | 4               |
| 7     | Finlândia      |                 |                  | 1                 | 1  | 4               |
| TOTAL | TOTAL          | 4               | 4                | 4                 | 12 | —               |